# Phlox amoena
Phlox amoena – gatunek rośliny z rodziny wielosiłowatych (Polemoniaceae). Pochodzi z Ameryki Północnej, gdzie w stanie naturalnym występuje na niewielkim obszarze USA. Jego zasięg ciągnie się od północnej Florydy po południową część stanu Kentucky i zachodnią część stanu Karolina Północna. Jest uprawiany w wielu krajach świata. Łacińska nazwa amoena oznacza „przyjemny, wdzięczny”, stąd też niektórzy polscy ogrodnicy nadali mu polską nazwę – floks wdzięczny.

## Morfologia
Niewielka roślina o wysokości 25–45 cm. Ulistnienie naprzeciwległe, liście pojedyncze, lancetowate lub łopatkowate, kwiaty różowe, łodyga owłosiona. Charakterystyczną cechą Phloxa amoena, pozwalającą go odróżnić od innych, podobnych gatunków floksa, jest owłosienie kielicha. W Polsce kwitnie w maju.

## Zastosowanie
Od niedawna roślina ta jest przez ogrodników wprowadzana do uprawy jako ogrodowa roślina ozdobna. Nadaje się głównie do ogrodów skalnych. Oprócz typowej formy występuje kultywar 'Variegata' o liściach biało obrzeżonych.